# Moira Walley-Beckett
Moira Walley-Beckett (29 de maio de 1961) é uma atriz, produtora e roteirista canadense. Ela foi escritora e produtora do drama da AMC Breaking Bad e criadora de duas séries de televisão, Flesh and Bone e Anne with an E (intitulada Anne durante a primeira temporada).
Por seu trabalho em Breaking Bad, ela ganhou três Prêmios Emmy do Primetime, três Writers Guild of America Awards, dois Producers Guild of America Awards, um Globo de Ouro e um Peabody. Em 25 de agosto de 2014, ela ganhou o Emmy do Primetime de Melhor Roteiro em Série Dramática por "Ozymandias", tornando-se a primeira mulher solo a ganhar o prêmio na categoria de drama desde 1994. Este episódio recebeu elogios universais da crítica, e desde então tem sido chamado de um dos maiores episódios de televisão já transmitidos.

## Início da vida
Walley-Beckett foi criada em Vancouver, Colúmbia Britânica, Canadá, e frequentou a Banff School of Fine Arts. Em 1982, ela ingressou na Arts Club Theatre Company.

## Carreira
Walley-Beckett trabalhou de meados dos anos 1980 até o início dos anos 2000 como atriz de televisão. Ela estrelou em muitas séries, incluindo MacGyver, 21 Jump Street, Wiseguy, Chicago Hope, Diagnosis: Murder e ER.
Ela começou a escrever para a televisão em 2007 como redatora do drama policial Raines, da NBC, estrelado por Jeff Goldblum. Em 2008, ela se juntou à equipe de roteiristas do drama jurídico Eli Stone e escreveu o episódio "Heal the Pain".
Ela se juntou a Breaking Bad como editora de história da segunda temporada e escreveu os episódios "Breakage" e "Over". A equipe de roteiristas da segunda temporada foi indicada ao Writers Guild of America (WGA) Award de Melhor Série Dramática na cerimônia de fevereiro de 2010 por seu trabalho na segunda temporada. Ela foi promovida a coprodutora da terceira temporada em 2010 e escreveu os episódios "Más" e (com Sam Catlin) "Fly". Ela foi promovida novamente a produtora da quarta temporada em 2011.
Na quinta temporada, Walley-Beckett escreveu "Gliding Over All" e "Ozymandias"; este último recebeu elogios universais da crítica, e desde então tem sido chamado de um dos maiores episódios de televisão já transmitidos. Em 25 de agosto de 2014, ela ganhou o Primetime Emmy Award de Melhor Roteiro em Série Dramática por "Ozymandias", tornando-se a primeira mulher solo a ganhar o prêmio na categoria Drama desde que Ann Biderman venceu em 1994.
Depois que Breaking Bad terminou, Walley-Beckett, uma ex-bailarina, criou a minissérie dramática de balé Flesh and Bone para a Starz. A série estreou em novembro de 2015.
Em janeiro de 2016, foi anunciado que Walley-Beckett criaria, escreveria e produziria uma série de televisão baseada no clássico infantil Anne of Green Gables para a CBC do Canadá. A Netflix embarcou em agosto para distribuir o programa internacionalmente. A série, Anne with an E (intitulada Anne durante a primeira temporada) foi ao ar na CBC no Canadá e mais tarde foi disponibilizada para streaming na Netflix. A série estreou em 19 de março de 2017 na CBC e em 12 de maio internacionalmente. Foi renovada para uma segunda temporada em 3 de agosto de 2017 e para uma terceira temporada em agosto de 2018. Logo após o lançamento da terceira temporada no outono de 2019, a CBC e a Netflix anunciaram que a série havia sido cancelada.
Ela escreveu o filme de 2018 The Grizzlies ao lado do criador de Justified, Graham Yost, dirigido por Miranda de Pencier.

## Filmografia
Equipe de produção
| Ano       | Série          | Função                           | Notas           |
| --------- | -------------- | -------------------------------- | --------------- |
| 2017–2019 | Anne with an E | Criadora, showrunner, roteirista | 1ª–3ª temporada |
| 2015      | Flesh and Bone | Criadora, showrunner, roteirista | 1ª temporada    |
| 2011–12   | Pan Am         | Produtora                        | 1ª temporada    |
| 2013      | Breaking Bad   | Produtora                        | 5ª temporada    |
| 2012      | Breaking Bad   | Produtora                        | 5ª temporada    |
| 2011      | Breaking Bad   | Produtora                        | 4ª temporada    |
| 2010      | Breaking Bad   | Coprodutora                      | 3ª temporada    |
| 2009      | Breaking Bad   | Editora de história              | 2ª temporada    |

Roteirista
| Ano  | Série          | Temporada | Título do Episódio                       | Episódio | Notas                                                          |
| ---- | -------------- | --------- | ---------------------------------------- | -------- | -------------------------------------------------------------- |
| 2019 | Anne with an E | 3         | "The Better Feelings of My Heart"        | 10       |                                                                |
| 2019 | Anne with an E | 3         | "A Secret Which I Desired to Divine"     | 1        |                                                                |
| 2018 | Anne with an E | 2         | "The Growing Good of the World"          | 10       |                                                                |
| 2018 | Anne with an E | 2         | "What We Have Been Makes Us What We Are" | 9        |                                                                |
| 2018 | Anne with an E | 2         | "Youth Is the Season of Hope"            | 1        |                                                                |
| 2017 | Anne with an E | 1         | "Wherever You Are Is My Home"            | 7        |                                                                |
| 2017 | Anne with an E | 1         | "Remorse Is the Poison of Life"          | 6        |                                                                |
| 2017 | Anne with an E | 1         | "Tightly Knotted to a Similar String"    | 5        |                                                                |
| 2017 | Anne with an E | 1         | "An Inward Treasure Born"                | 4        |                                                                |
| 2017 | Anne with an E | 1         | "But What Is So Headstrong as Youth?"    | 3        |                                                                |
| 2017 | Anne with an E | 1         | "I Am No Bird, and No Net Ensnares Me"   | 2        |                                                                |
| 2017 | Anne with an E | 1         | "Your Will Shall Decide Your Destiny"    | 1        |                                                                |
| 2015 | Flesh and Bone | 1         | "Scorched Earth"                         | 8        |                                                                |
| 2015 | Flesh and Bone | 1         | "Cannon Fodder"                          | 2        |                                                                |
| 2015 | Flesh and Bone | 1         | "Bulling Through"                        | 1        |                                                                |
| 2012 | Pan Am         | 1         | "Romance Languages"                      | 13       |                                                                |
| 2011 | Pan Am         | 1         | "Kiss Kiss Bang Bang"                    | 9        | coroteirista com Lydia Woodward                                |
| 2011 | Pan Am         | 1         | "Eastern Exposure"                       | 4        | coroteirista com Jack Orman                                    |
| 2013 | Breaking Bad   | 5         | "Ozymandias"                             | 14       | também apareceu como figurante, cliente do lava-jato dos White |
| 2012 | Breaking Bad   | 5         | "Gliding Over All"                       | 8        |                                                                |
| 2011 | Breaking Bad   | 4         | "End Times"                              | 12       | coroteirista com Thomas Schnauz                                |
| 2011 | Breaking Bad   | 4         | "Bug"                                    | 9        | coroteirista com Thomas Schnauz                                |
| 2011 | Breaking Bad   | 4         | "Bullet Points"                          | 4        |                                                                |
| 2010 | Breaking Bad   | 3         | "Fly"                                    | 10       | coroteirista com Sam Catlin                                    |
| 2010 | Breaking Bad   | 3         | "Más"                                    | 5        |                                                                |
| 2009 | Breaking Bad   | 2         | "Over"                                   | 10       |                                                                |
| 2009 | Breaking Bad   | 2         | "Breakage"                               | 5        |                                                                |
| 2008 | Eli Stone      | 1         | "Heal the Pain"                          | 7        | coroteirista com Alex Taub                                     |